# David Weatherall
David John Weatherall (9 de março de 1933 - Oxford, 8 de dezembro de 2018) foi um médico britânico, pesquisador de genética molecular, hematologia e patologia.
Foi eleito Membro da Royal Society em 1977.
Weatherall morreu em 8 de dezembro de 2018 aos 85 anos.